# Rivenhall
Rivenhall est un village et une paroisse civile de l'Essex, en Angleterre. Il est situé à environ 4 km au nord de la ville de Witham. Administrativement, il relève du district de Braintree.